# السليم (ذي السفال)

تعديل مصدري - تعديل

السليم محلة تابعة لقرية بيت مهدي، التابعة لعزلة الحبلة بمديرية ذي السفال إحدى مديريات محافظة إب في الجمهورية اليمنية، بلغ تعداد سكانها 21 حسب تعداد اليمن لعام 2004.